# Миссия Сан-Мигель

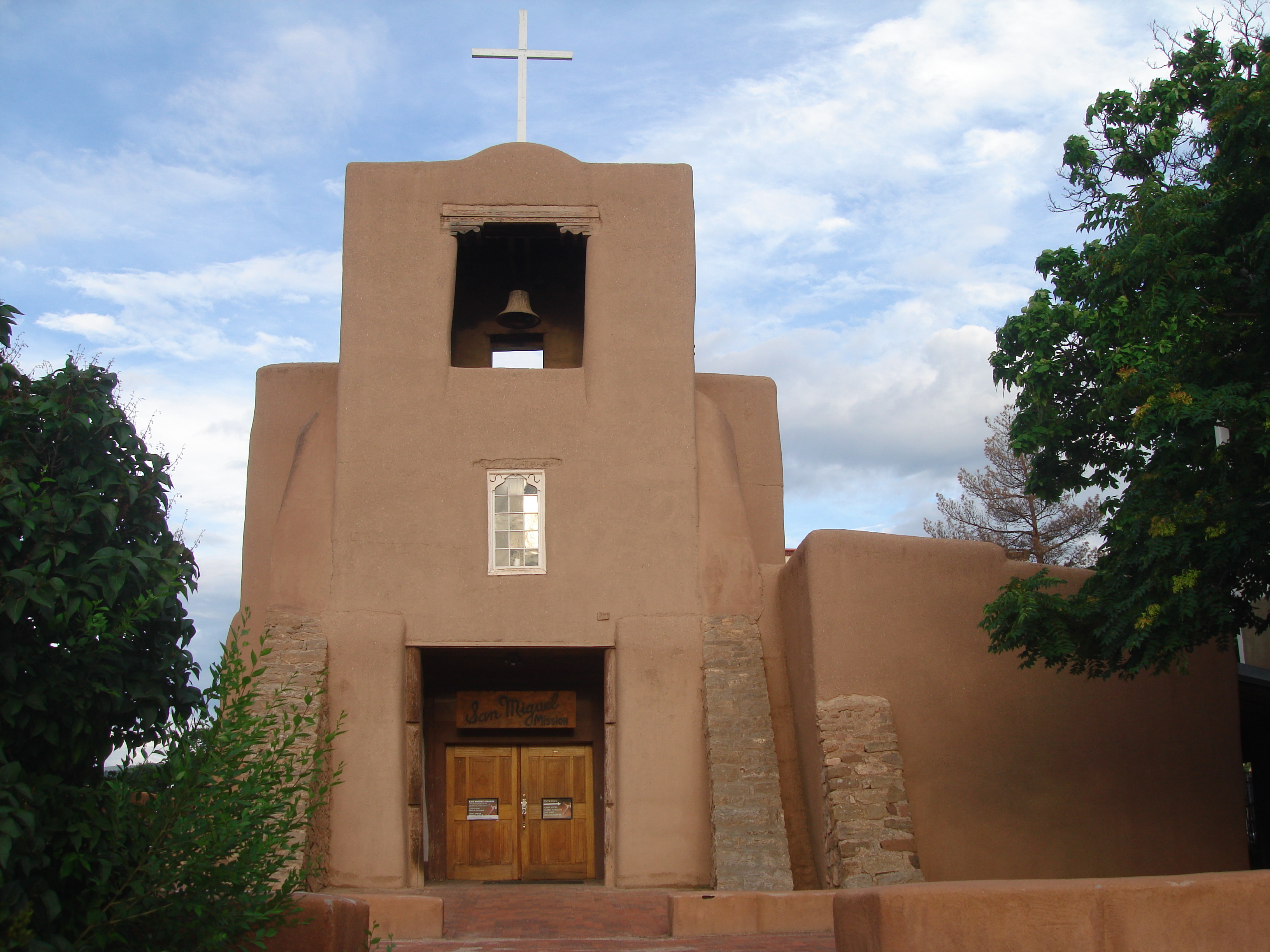

Миссия Сан-Мигель в Санта-Фе (англ. San Miguel Mission; исп. Misión de San Miguel) — старейшая из ныне существующих церквей США, построенная между 1610-м и 1626-м годами.
При её строительстве был использован саман (строительный материал из глинистого грунта с добавлением соломы), что придало религиозному зданию ярко выраженное величие и строгость. Хотя церковь была отремонтирована и перестроена много раз за эти годы, её оригинальные глинобитные стены по-прежнему в значительной степени остаются в своём первозданном виде.
Сан-Мигель является действующим религиозным сооружением. Каждое воскресенье там проводятся мессы.
Недалеко же от церкви расположено здание, официально считающееся самым старым жилым домом европейской постройки в Америке. Вместе они являются частью района Баррио де Аналько, входящего в реестр Национальных исторических памятников США.